# 티바우 문화센터

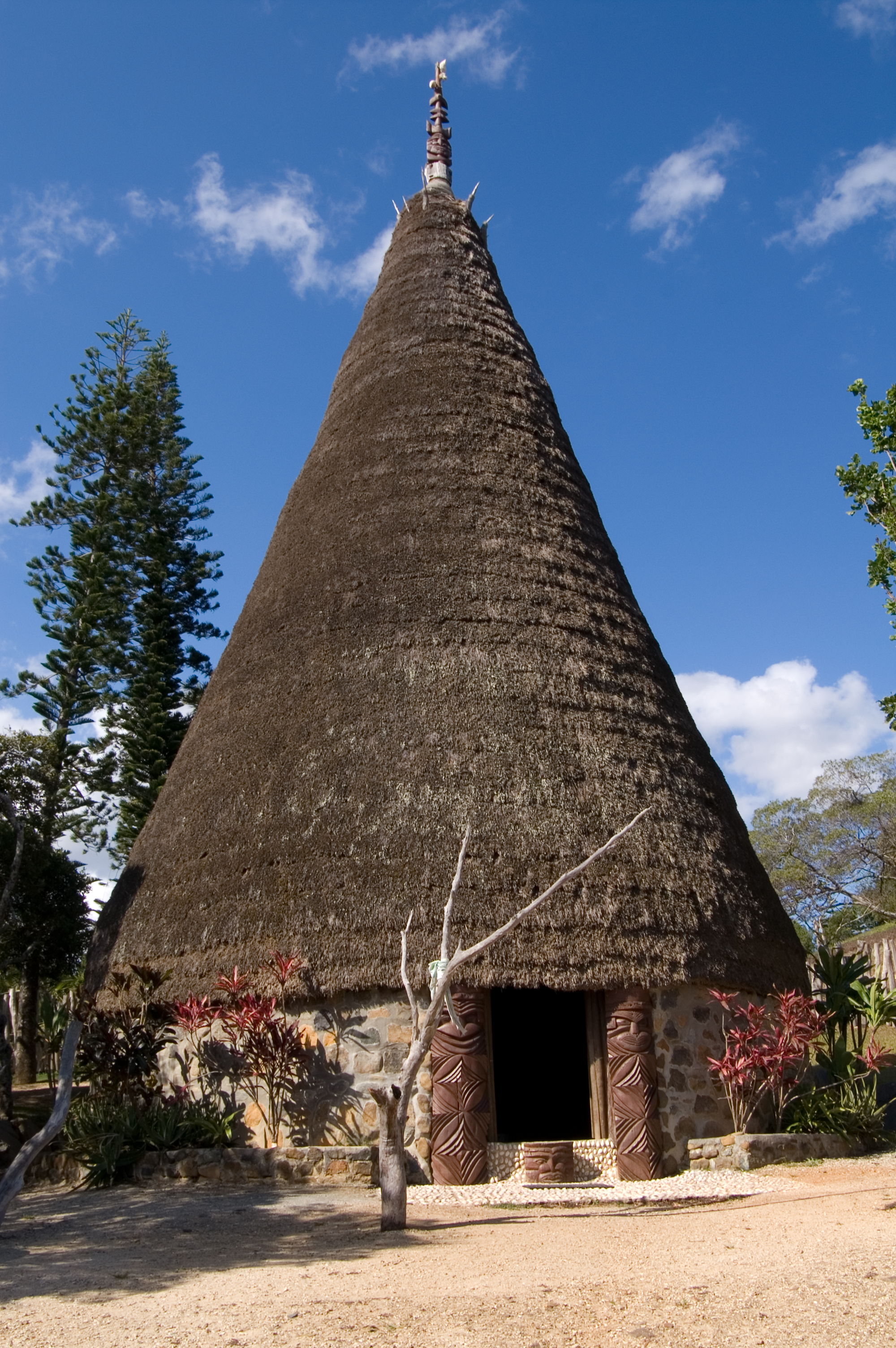

티바우 문화센터(프랑스어: Centre culturel Tjibaou) 또는 장마리 티바우 문화센터(Jean-Marie Tjibaou Cultural Centre)는 누벨칼레도니의 수도 누메아의 역사적 중심지에서 북동쪽으로 약 8킬로미터 떨어진 티누반도에 위치한 센터이다. 프랑스 통치로부터 일부 카나크인들이 찾고자 한 독립적 지위에 대한 정치적 논란 중에 있던 누벨칼레도니의 토속 문화인 카나크인의 문화를 축하한다. 1998년 6월 개장했으며 이탈리아의 건축가 렌조 피아노가 설계하였으며 카나크인의 언어, 미술 유산의 문화 센터를 설립하는 비전이 있었지만 1989년 사살된 독립운동의 지도자 장마리 티바우의 이름을 따서 명명되었다.
카나크의 건문 전통과 현대 국제 건축의 자원은 피아노에 의해 혼합되었다.

## 갤러리

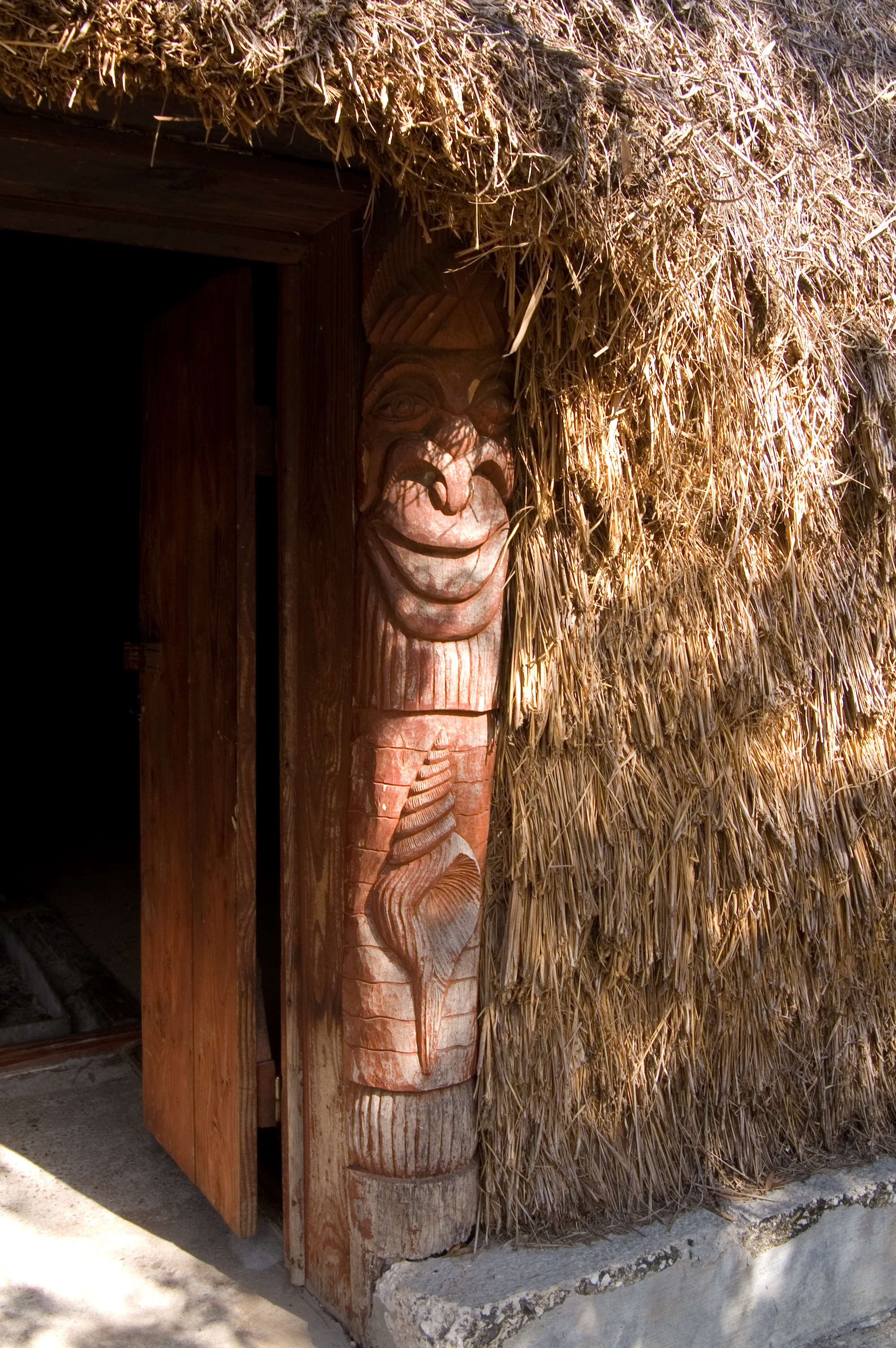
카나크 집
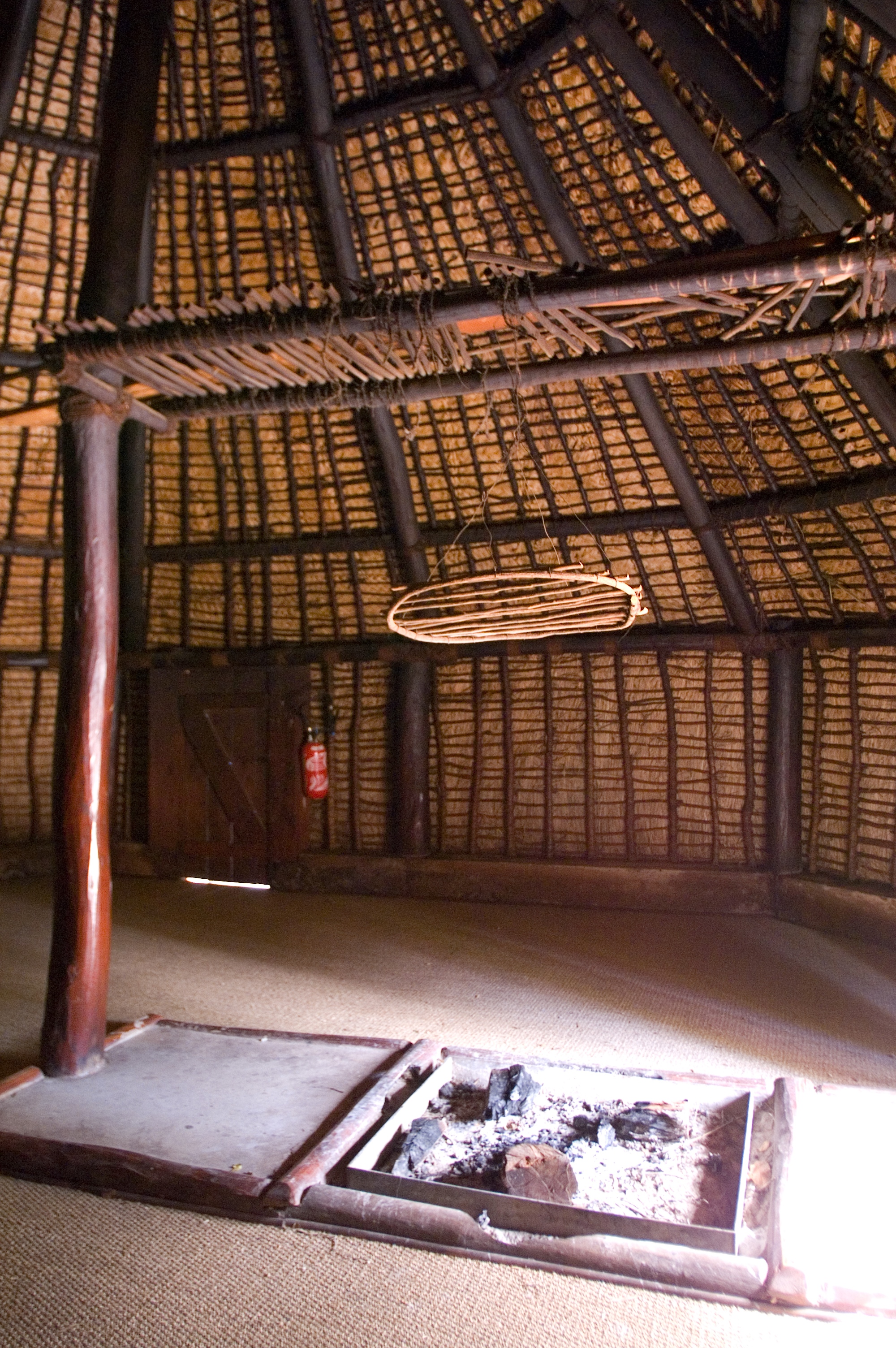
카나크 오두막의 내부
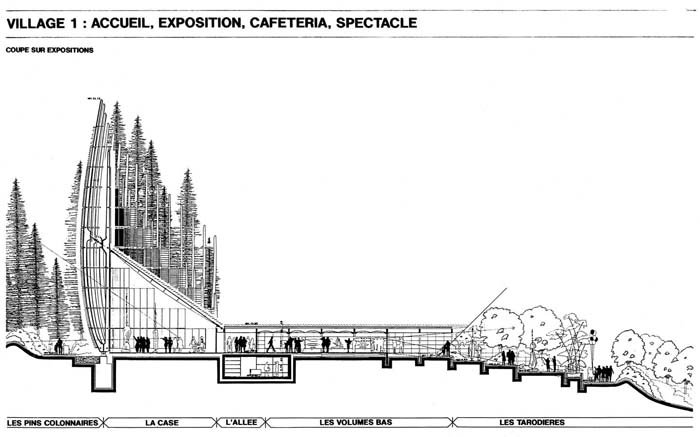
인테리어 구조